# Duino
Duino (slovinsky Devin, německy Tybein) je přímořské letovisko v Itálii, ležící 12 km severozápadně od Terstu. Od roku 1928 je součástí obce (comuna sparso) Duino-Aurisina, která má přes osm tisíc obyvatel, z toho v samotném Duinu žije asi jeden a půl tisíce.

## Historie
Duino má dva hrady: starý z 11. století, který patřil pánům z Duina, vazalům aquilejských patriarchů, a je v rozvalinách, a nový, postavený roku 1389 rodinou Wallsee. Později ho obývali Thurn-Taxisové, kněžna Marie von Thurn und Taxis byla obdivovatelkou a mecenáškou básníka Rainera Marii Rilkeho, jehož inspiroval pobyt v Duinu k vytvoření sbírky Elegie z Duina. Zámek byl za první světové války poškozen ostřelováním, po opravě je přístupný veřejnosti jako muzeum, Rilkeho připomíná pamětní stezka.
V Duinu pobýval také Alasia da Sommaripa, autor prvního italsko-slovinského slovníku, hudební skladatel Hrabroslav Volarič, spisovatel Charles Nodier nebo fyzik Ludwig Boltzmann, který zde během dovolené v září 1906 spáchal sebevraždu.
Duino nabízí návštěvníkům secesní vily, pláže ke koupání, pitoreskní vápencový útes zvaný Dama Bianca (Bílá dáma), parkově upravené terasy s výhledem na moře, přírodní rezervaci Falesie di Duino a jeskyni, kde se ve starověku konaly obřady mithraistů. Natáčel se zde český film Účastníci zájezdu.
Oblast okolo Duina patřila k hrabství Gorice a Gradiška a byla nazývána Rakouská Riviéra. Většinu obyvatel tvořili Slovinci (podle sčítání z roku 1910 jich bylo 63,5 %), národnostní složení změnil odchod Němců po první světové válce a příliv italských uprchlíků z Istrie po druhé světové válce; v roce 1984 uvedlo slovinskou národnost přes čtyřicet procent občanů Duina. Po druhé světové válce patřilo Duino Svobodnému území Terst, od roku 1954 je součástí Itálie.
Od roku 1982 sídlí v Duinu pobočka mezinárodní školy United World Colleges.